# Reggenza di Wonogiri
La reggenza di Wonogiri (in indonesiano: Kabupaten Wonogiri) è una reggenza dell'Indonesia, situata nella provincia di Giava Centrale.